# Каунти Сентер (Вирџинија)
Каунти Сентер (енгл. County Center) насељено је место без административног статуса у америчкој савезној држави Вирџинија.

## Демографија
По попису из 2010. године број становника је 3.270.
| Група             | 2000.    | 2010.         |
| Белци             | 0 (0,0%) | 1.365 (41,7%) |
| Афроамериканци    | 0 (0,0%) | 1.090 (33,3%) |
| Азијати           | 0 (0,0%) | 315 (9,6%)    |
| Хиспаноамериканци | 0 (0,0%) | 382 (11,7%)   |
| Укупно            | 0        | 3.270         |